# NGC 3726
NGC 3726 је спирална галаксија у сазвежђу Велики медвед која се налази на NGC листи објеката дубоког неба.
Деклинација објекта је + 47° 1' 40" а ректасцензија 11h 33m 20,8s. Привидна величина (магнитуда) објекта NGC 3726 износи 10,2 а фотографска магнитуда 10,9. Налази се на удаљености од 19,165 милиона парсека од Сунца. NGC 3726 је још познат и под ознакама UGC 6537, MCG 8-21-51, CGCG 242-45, IRAS 11306+4718, PGC 35676.